# Didier Pauchard
Didier Pauchard (Brest, 1951. január 1. –) francia nemzetközi labdarúgó-játékvezető. Polgári foglalkozása hajózási tisztviselő.	

## Pályafutása

### Nemzeti játékvezetés
1991-ben lett az I. Liga játékvezetője. Első ligás mérkőzéseinek száma: 62.

### Nemzetközi játékvezetés
A Francia labdarúgó-szövetség Játékvezető Bizottsága (JB) 1993-ban terjesztette fel nemzetközi játékvezetőnek, a Nemzetközi Labdarúgó-szövetség (FIFA) bíróinak keretébe. Több nemzetek közötti válogatott és klubmérkőzést vezetett, vagy működő társának partbíróként segített. A francia nemzetközi játékvezetők rangsorában, a világbajnokság-Európa-bajnokság sorrendjében többedmagával a 33. helyet foglalja el 1 találkozó szolgálatával. Az aktív nemzetközi játékvezetéstől 1996-ban búcsúzott.

#### Európa-bajnokság
Az európai-labdarúgó torna döntőjéhez vezető úton Angliába a X., az 1996-os labdarúgó-Európa-bajnokságra az UEFA JB játékvezetőként foglalkoztatta.
| Időpont           | Helyszín                  | Mérkőzés típusa           | Mérkőzés            | Eredmény | Nézők száma |
| ----------------- | ------------------------- | ------------------------- | ------------------- | -------- | ----------- |
| 1995. október 11. | Žalgiris Stadion, Vilnius | előselejtező (4. csoport) | Litvánia–Észtország | 5 : 0    | 2 500       |